# Richard Papsdorf
Richard Ferdinand Gotthard Papsdorf (* 5. Mai 1893 in Mannheim; † 24. April 1970 ebenda) war ein deutscher Kunstmaler.

## Leben und Wirken
Richard Papsdorf besuchte in Mannheim von 1899 bis 1903 die Volksschule und von 1903 bis 1907 das Realgymnasium. Daran schloss sich eine dreijährige praktische Ausbildung als Dekorationsmaler in Mannheim an. Parallel zur Lehre besuchte er die Kunstgewerbeschule. 1911 absolvierte er ein einjähriges Volontariat in den Malerwerkstätten des Nationaltheaters in Mannheim. Sein Studium an der Kunstakademie Karlsruhe wurde durch den Militärdienst 1914 abgebrochen. Schon 1914 und 1915 betrieb er ein Atelier in Mannheim, bis zur Zerstörung im rechten Seitenflügel des Mannheimer Schlosses. Dort waren die Kunstmaler Hans Barchfeld und Heinrich Merkel seine Nachbarn. (Im linken Seitenflügel des Schlosses hatten die Kunstmaler Willy Oeser und Karl Stohner ihre Ateliers. Hier befand sich auch die Gemäldegalerie und hatte der Galeriedirektor a. D. Wilhelm Süs eine Adresse.) 
Kunstreisen durch Deutschland, Österreich, die Schweiz und Frankreich absolvierte er wohl nach dem Ersten Weltkrieg. In Dresslers Kunsthandbuch von 1930 firmierte Richard Papsdorf als „Maler (Bildnis Genre, Landschaft), Griffelkünstler“ mit drei Stillleben und zwei Landschaften.
Er malte Genredarstellungen, Landschaften, Stillleben. Mit dem Malen verdiente er den Lebensunterhalt für sich und seine Familie. Seine Bilder verkaufte er vielfach an Kunden in Mannheim. So sind viele seiner Bilder in der Zerstörung Mannheims im Zweiten Weltkrieg verloren gegangen. Bei einem Fliegerangriff auf Mannheim wurde auch das Marstallgebäude des Schlosses mit Richard Papsdorfs Atelier mit ca. 1250 Gemälden, seinem Handwerkszeug, Farben, Staffeleien, Tuch- und Papiervorräten, Pinsel, Holz- und Spannrahmen vollständig zerstört. Richard Papsdorf war auch als Theatermaler tätig.

### Familie
Richard Papsdorf war der Sohn des August Karl Theodor Papsdorf (1857–1929), der Trompeter am Großherzoglich Badischen Nationaltheater in Mannheim war. Dieser war selbst ein Sohn des Carl Friedrich Papsdorf in Mirow (Mecklenburg) und der Dorothea Luise Wilhelmine Mamerow. Die Mutter von Richard Papsdorf war Susanna Mannherz (1856–1915), aus Münzesheim, eine Tochter des Johann Anton Mannherz und der Juliane Glaser. Die Eltern hatten in Karlsruhe am 12. Mai 1881 geheiratet. 
Die Familie war vielfach künstlerisch engagiert. Ein Bruder von Richard Papsdorf, Friedrich Papsdorf (1883–1915) war Opernsänger, er fiel im Ersten Weltkrieg. Ein weiterer Bruder, Leonhard August Papsdorf (1889–1947) wurde Opernsänger und Maler in Stuttgart.
Richard Papsdorf heiratete in Mannheim am 9. März 1918 Margaretha Kissel. Aus der Ehe stammen vier Töchter.

## Mitgliedschaften
- Reichsverband bildender Künstler Deutschlands
- „Freie Künstlervereinigung Baden“
- „Zunft zur Arche“, Karlsruhe[5]
- Arbeitsgemeinschaft Pfälzer Künstler

## Werke in Museen
- Butterblumen. (1922) Pinakothek der Moderne, München.[6]
- Stilleben. (1928) Kunsthalle Mannheim, Mannheim[7]